# الوقيحة (الجميمة)

تعديل مصدري - تعديل

الوقيحة هي إحدى قرى عزلة بقره الغربية بمديرية الجميمة التابعة لمحافظة حجة، بلغ تعداد سكانها 101 نسمة حسب تعداد اليمن لعام 2004.